# Burghaus Burgsahr

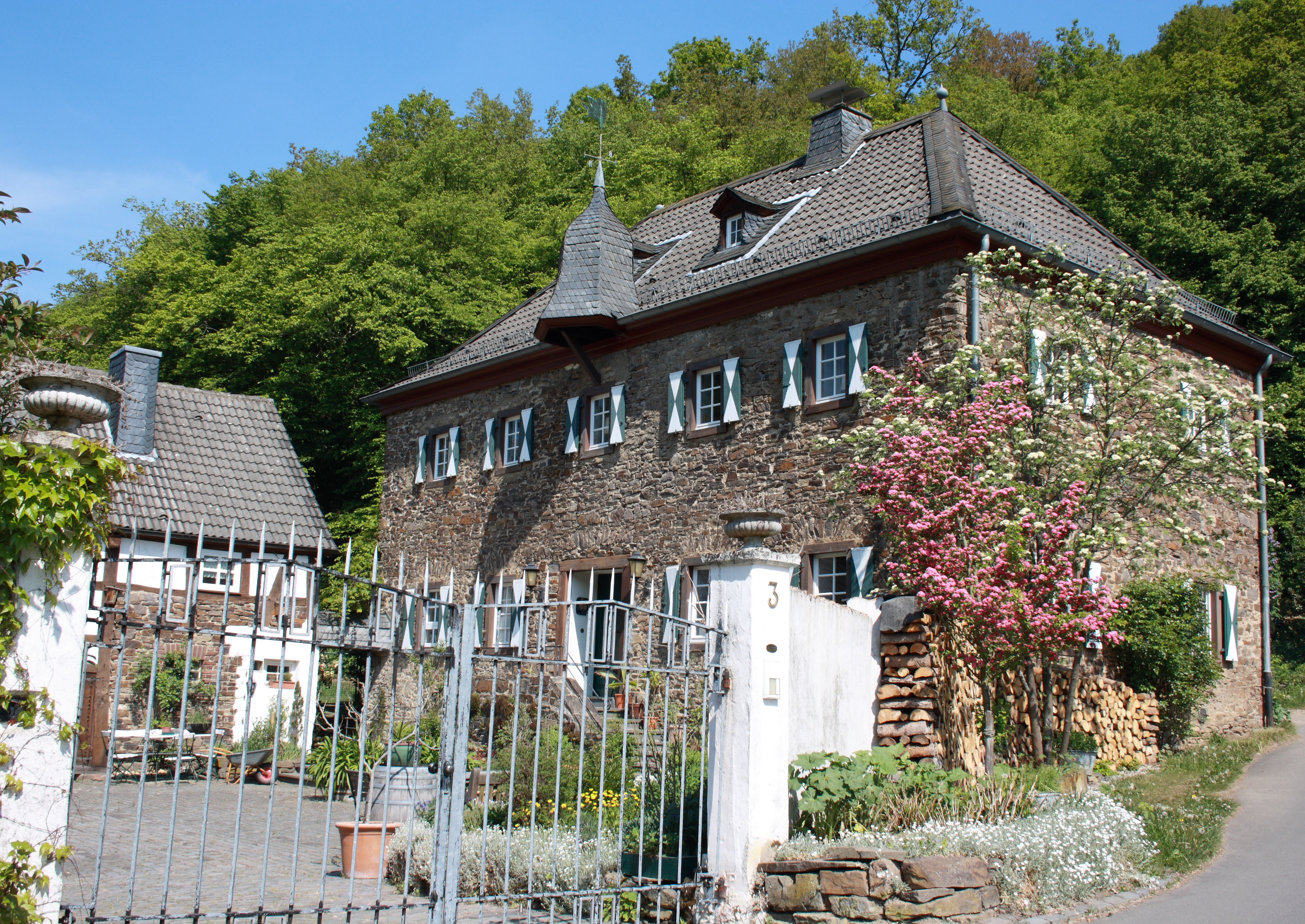
Burghaus und Nebengebäude in Burgsahr

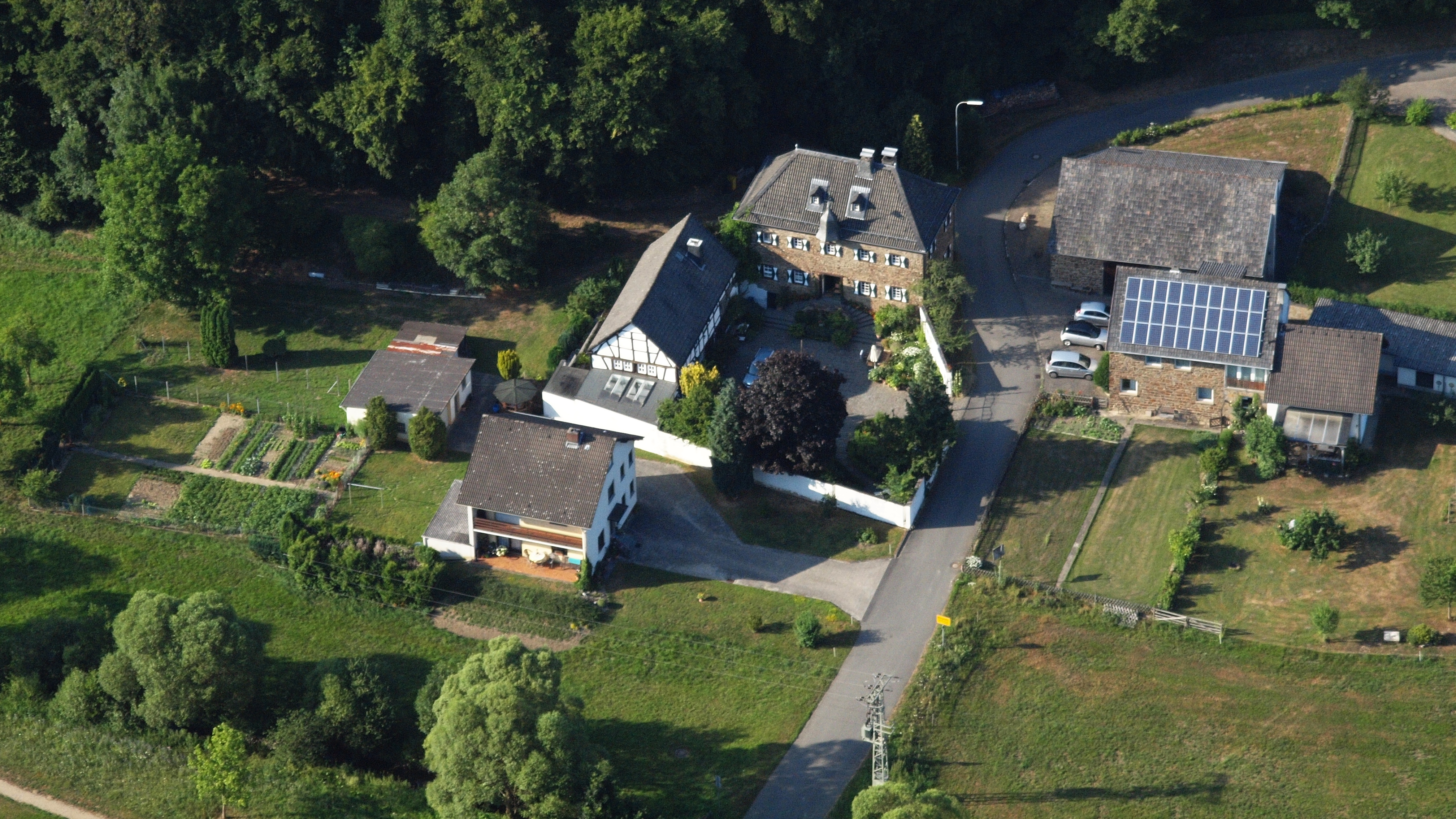
Burghaus Burgsahr, Luftaufnahme (2015)

Das Burghaus Burgsahr ist ein ehemaliges Burghaus in Burgsahr, einem Ortsteil der Ortsgemeinde Kirchsahr im Landkreis Ahrweiler in Rheinland-Pfalz. Das Gebäude ist ein geschütztes Kulturdenkmal.

## Geschichte
Burgsahr und Freisheim, heute ein Ortsteil von Berg, waren eine Unterherrschaft des Erzstifts Köln, und gehörten ursprünglich zum Altenahrer Burglehen Uprath. Erstmals wurden 1364 die Herren von Gymnich belehnt. 1458 ging die Unterherrschaft an die Blankart zu Ahrweiler und nach deren Aussterben im Jahr 1712 an die eingeheiratete Verwandtschaft. Seit Anfang des 19. Jahrhunderts kamen die Besitzungen durch Kauf in die Hände verschiedener bürgerlicher Familien.

## Architektur
Der zweigeschossige Bruchsteinbau mit fünf Fensterachsen und einem hohen Walmdach stammt im Wesentlichen aus dem 17. bzw. 18. Jahrhundert. In der Mitte des Gebäudes zur Hofseite hin befindet sich eine welsche Haube, die als Aufzugvorrichtung gedacht war. An der Ostseite ist ein Backofen angebaut worden. Die Wirtschaftsgebäude neben dem Burghaus wurden teils in Bruchstein und teils in Lehmfachwerk ausgeführt.